# Países Baixos nos Jogos Olímpicos de Verão de 2000
Os Países Baixos participaram dos Jogos Olímpicos de Verão de 2000 em Sydney, na Austrália. Foi a vigésima segunda participação do país nos Jogos Olímpicos de Verão. O chef-de-mission da equipe olímpica dos Países Baixos foi o ex-basquetebolista Jan Loorbach.
Os portadores da bandeira foram a adestradora Anky van Grunsven na ceremônia de abertura e a nadadora Inge de Bruijn no encerramento dos Jogos.

## Resultado final
O país terminou na oitava posição no quadro das medalhas, seu melhor resultado de todos os tempos, graças a doze medalhas de ouro e um número total de vinte e cinco medalhas.

## Medalhistas

### Ouro
- Pieter van den Hoogenband – Natação: 100 metros livre masculino
- Pieter van den Hoogenband – Natação: 200 metros livre masculino
- Inge de Bruijn – Natação: 50 metros livre feminino
- Inge de Bruijn – Natação: 100 metros livre feminino
- Inge de Bruijn – Natação: 100 metros borboleta feminino
- Leontien Zijlaard-Van Moorsel – Ciclismo: Estrada individual feminino
- Leontien Zijlaard-Van Moorsel – Ciclismo: Estrada contra o relógio feminino
- Leontien Zijlaard-Van Moorsel – Ciclismo: Perseguição individual feminino
- Mark Huizinga – Judô: Até 90 kg masculino
- Jeroen Dubbeldam – Hipismo: Salto individual
- Anky van Grunsven – Hipismo: Adestramento individual
- Jacques Brinkman, Jeroen Delmee, Jaap-Derk Buma, Marten Eikelboom, Piet-Hein Geeris, Erik Jazet, Ronald Jansen, Bram Lomans, Teun de Nooijer, Wouter van Pelt, Stephan Veen (capitão), Guus Vogels, Peter Windt, Diederik van Weel, Sander van der Weide e Remco van Wijk – Hóquei sobre a grama, masculino